# أشيروسيا
أشيروسيا (بالإنجليزية: Acherusia)‏ في الميثولوجيا الإغريقية الأخيروسيا أو الأشيروسیا کهف على تخوم بونتوس، سحب منه هرقل Heracles الكلب سيربيروس Cerberus من أقاليم العالم السفلي إلى الأرض. وفي بعض المصادر أنها بحيرة أو نهر، وكان اسمًا أطلقه القدماء على العديد من البحيرات أو المستنقعات، والتي، مثل الأنهار المختلفة المسماة أخيروس، يعتقد في وقت ما أنها مرتبطة بالعالم السفلي. كانت البحيرات أو المستنقعات الأخرى التي تحمل الاسم نفسه، والتي يعتقد أنها مرتبطة بالعالم السفلي، بالقرب من هيرميون في أرغوليس، بالقرب من هيراكليا في بيثينيا، بين كوماي ورأس ميسينوم في كامبانيا، وأخيرًا في مصر، بالقرب من ممفيس.

### فهرس المراجع
باللغة العربية
1. ↑  موسوعة الأساطير العالمية، حنا عبود، دار الحوار، ص 19.

لغات أخرى
1. ↑  ثوقيديدس i. 46 & سترابو, Geographica vii. p. 324.
2. ↑  Pausanias, Graeciae Descriptio 2.35.7
3. ↑  كسينوفون Anab. vi.2.2 & ديودور الصقلي, مكتبة التاريخ 14.31
4. ↑  بلينيوس الأكبر Naturalis Historia 3.5 & Strabo, Geographica v. p. 243
5. ↑  ديودور الصقلي مكتبة التاريخ 1.96